# Hyde Reef
Hyde Reef är ett rev på Stora barriärrevet i Australien.   Det ligger cirka 175 km nordost om Mackay i delstaten Queensland.